# Leptogenys hackeri
Leptogenys hackeri es una especie de hormiga del género Leptogenys, subfamilia Ponerinae.

## Taxonomía
Esta especie fue descrita científicamente por Clark en 1934.